# Tourisme en Haut-Clunisois
Le Haut-Clunisois (ou Haut-Clunysois) est un ensemble de communes de la Communauté de communes de Matour et sa région. C'est une zone à fort potentiel touristique surnommée la petite suisse du mâconnais. 

## Géographie
Le Haut-Clunisois est une zone de basse montagne, située entre Mâcon et Charolles, en Bourgogne du Sud. C'est une région très vallonnée et boisée, qui vit au rythme du tourisme et de l'agriculture (principalement élevage charolais).
La région est desservie directement par la RCEA (RN79).

## Les atouts touristiques du Haut-Clunysois

### À voir en Haut-Clunisois et aux alentours
Sites naturels :

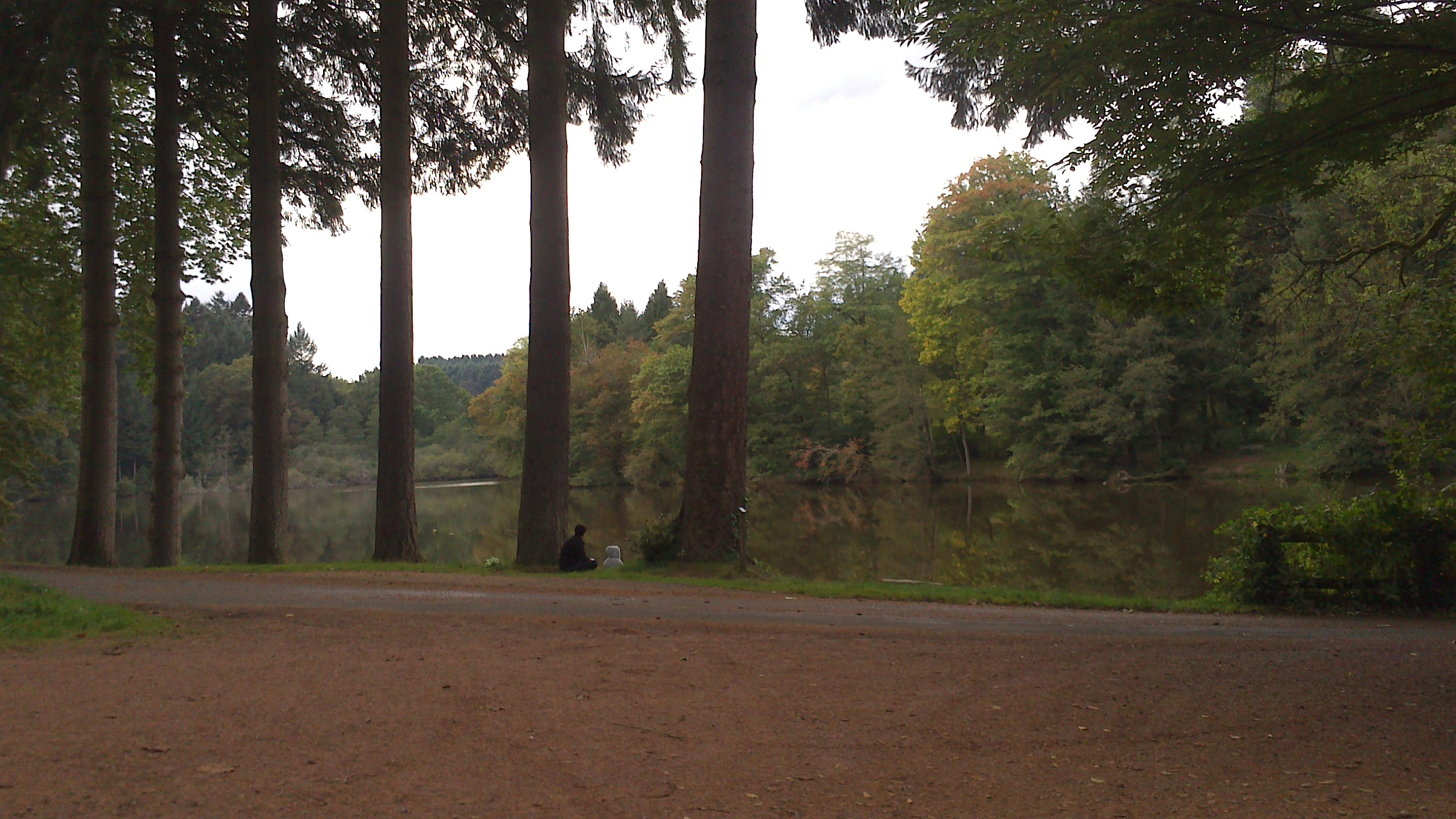
Lac de Pézanin en automne

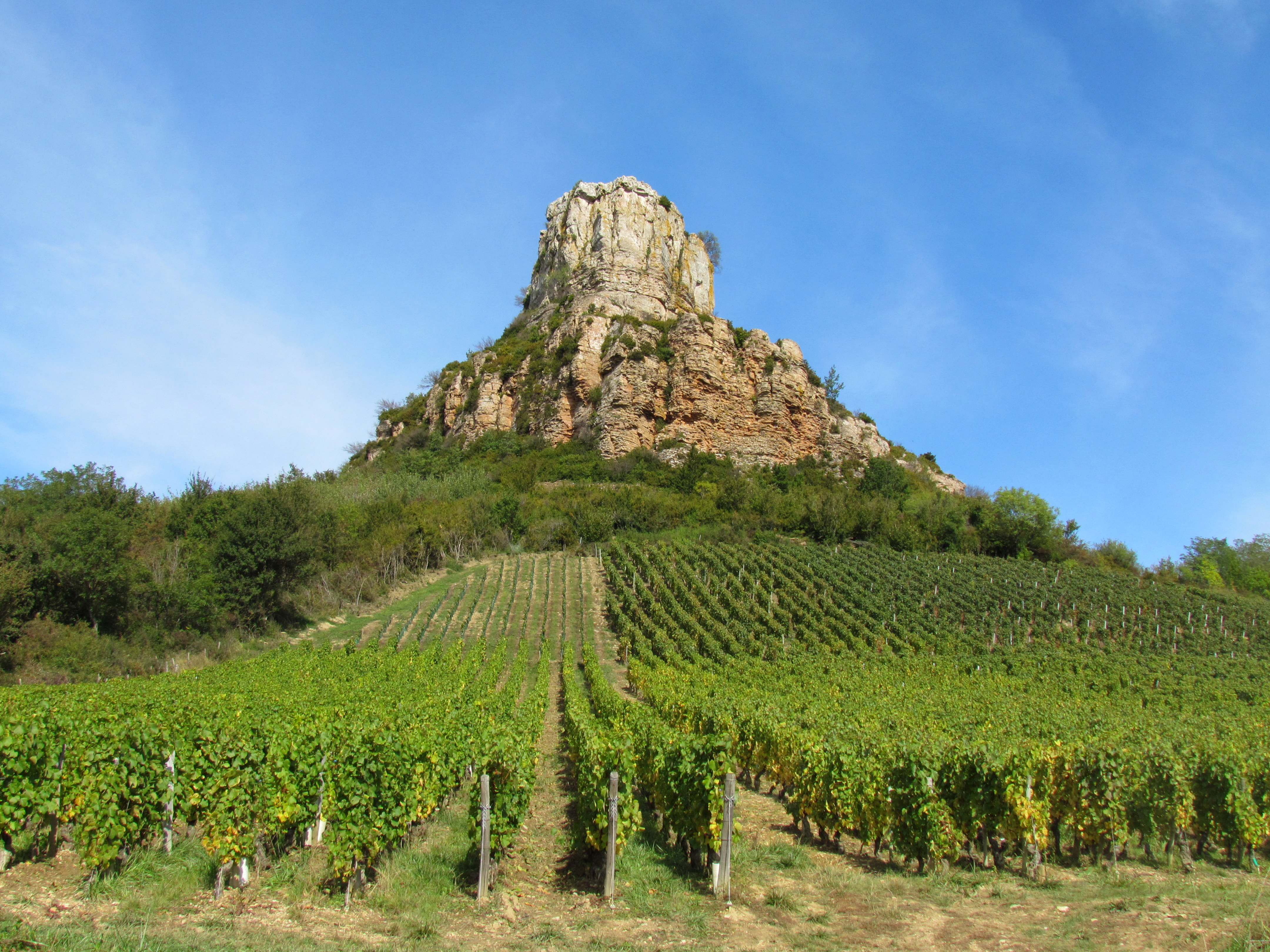
Vignes de l'appellation Pouilly-Fuissé au pied de la roche de Solutré

- Arboretum de Pézanin à Dompierre-les-Ormes, l'un des plus riches de France, avec son étang[2].
- Roche de Solutré, grand site de France et son musée de la préhistoire.
- Butte de Suin, avec sa table d'observation depuis laquelle on dispose d'une vue remarquable sur le Haut-Clunisois et le charolais.
- Mont Saint-Cyr, 771 métres, site d'observation, point culminant du Haut-Clunisois, du haut duquel on peut même apercevoir le Mont Blanc et les Alpes[3]
- Les vignobles du Mâconnais et du beaujolais.

Sites touristiques importants
- Maison des Patrimoines, à Matour
- Le Lab 71, à Dompierre-les-Ormes[4]
- Cluny et son abbaye,
- Château du poète Alphonse de Lamartine
- Charolles, ville du Téméraire et berceau de la race charolaise.

### Événements
Le Haut-Clunisois accueille des événements récurrents, particulièrement en période estivale, avec par exemple : Pépéte lumière, Jazz campus en Clunisois, Jazz in Trivy, etc

## Résidences secondaires
La part des résidences secondaires était de 21,8 pour cent au niveau de la communauté de communes de Matour et sa région et de 21,7 % au niveau du canton de Matour (2009)
| Commune                       | Population (2009) | Nombre de logements | Rés. secondaires | % Rés. secondaires |
| ----------------------------- | ----------------- | ------------------- | ---------------- | ------------------ |
| Montagny-sur-Grosne           | 88                | 58                  | 16               | 27.8 %             |
| Brandon                       | 294               | 185                 | 50               | 27.2 %             |
| Trivy                         | 278               | 199                 | 48               | 24.2 %             |
| Matour                        | 1 060 (2011)      | 640                 | 107              | 16.8 %             |
| Dompierre-les-Ormes           | 952 (2011)        | 561                 | 108              | 19.3 %             |
| Montmelard                    | 315               | 245                 | 75               | 31 %               |
| Clermain                      | 227               | 118                 | 22               | 18.8 %             |
| Trambly                       | 400               | 254                 | 65               | 25.9 %             |
| La Chapelle-du-Mont-de-France | 171               | 138                 | 22               | 16.4 %             |
| Vérosvres                     | 439               | 264                 | 57               | 21.6 %             |

## Les Offices de Tourisme
Dompierre-les-Ormes, premier hébergeur touristique du Haut-Clunysois et Matour dispose chacun d'une antenne de l'Office du Tourisme du Haut-Clunysois.

## Galerie

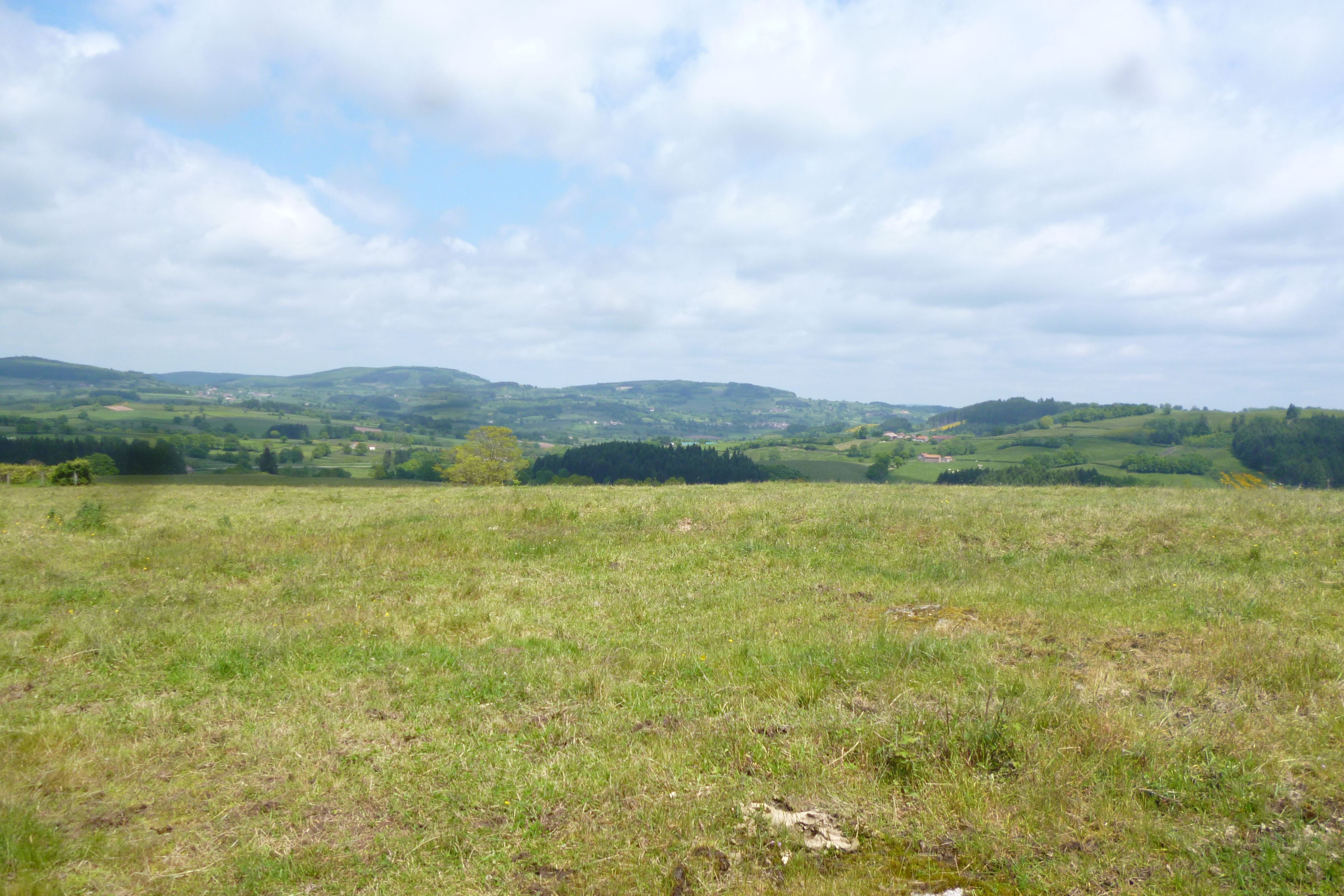
Vue sur les collines alentour